# Museum Arnhem
Das Museum Arnhem (ehemals Gemeentemuseum Arnhem und Museum voor Moderne Kunst Arnhem) ist ein Museum für moderne Kunst, zeitgenössische Kunst, angewandte Kunst und Design in der niederländischen Stadt Arnheim mit Schwerpunkt auf Kunst des 20. Jahrhunderts. Es wurde 1856 gegründet und befindet sich auf einem Moränenhügel am Rhein in Arnheim. Das Museum ist seit dem 1. Januar 2014 Teil der Museums Arnhem Foundation und war zuvor organisatorisch Teil der Gemeinde Arnheim.

## Gebäude

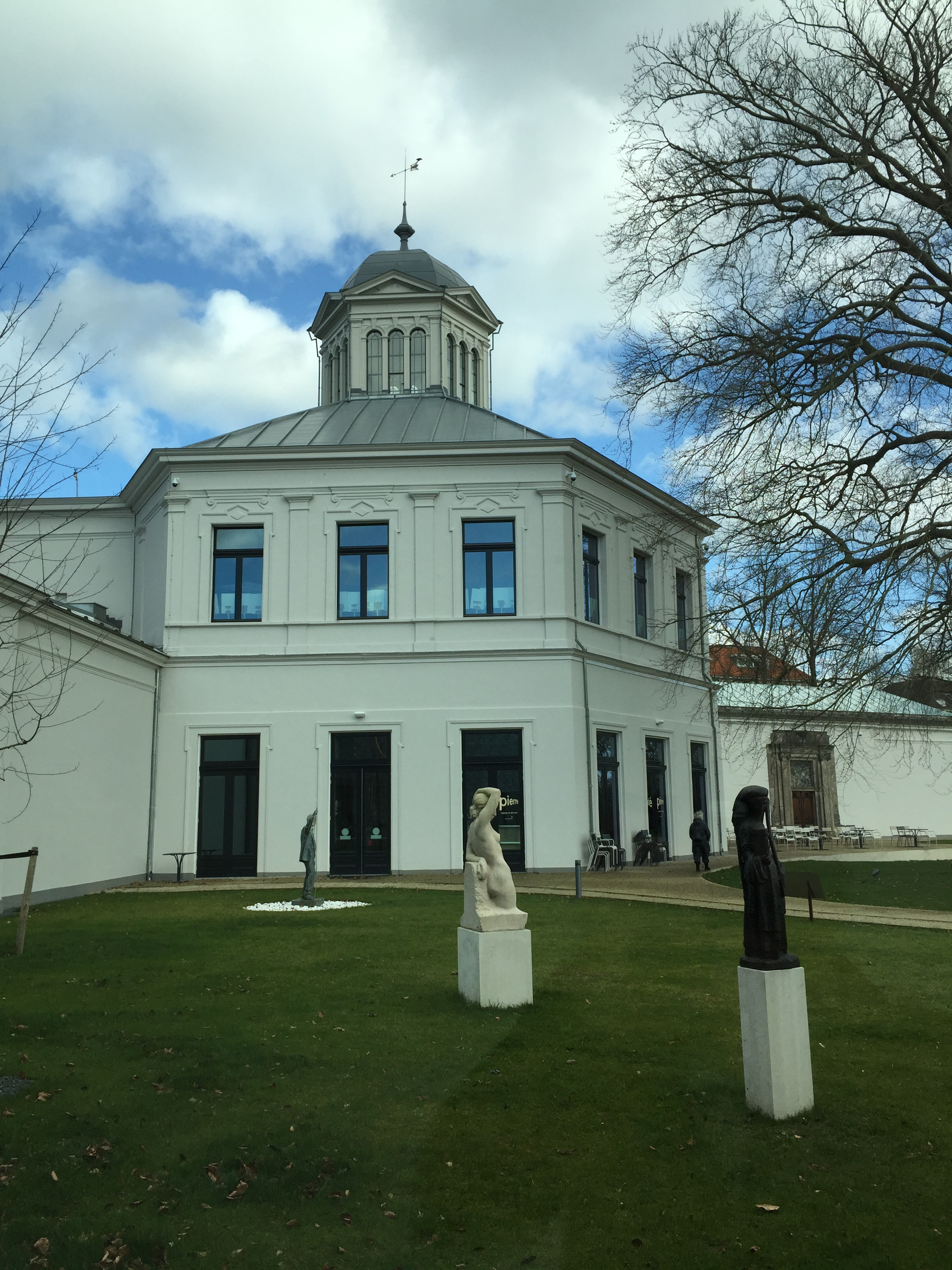
Kuppel und Skulpturengarten, 2023

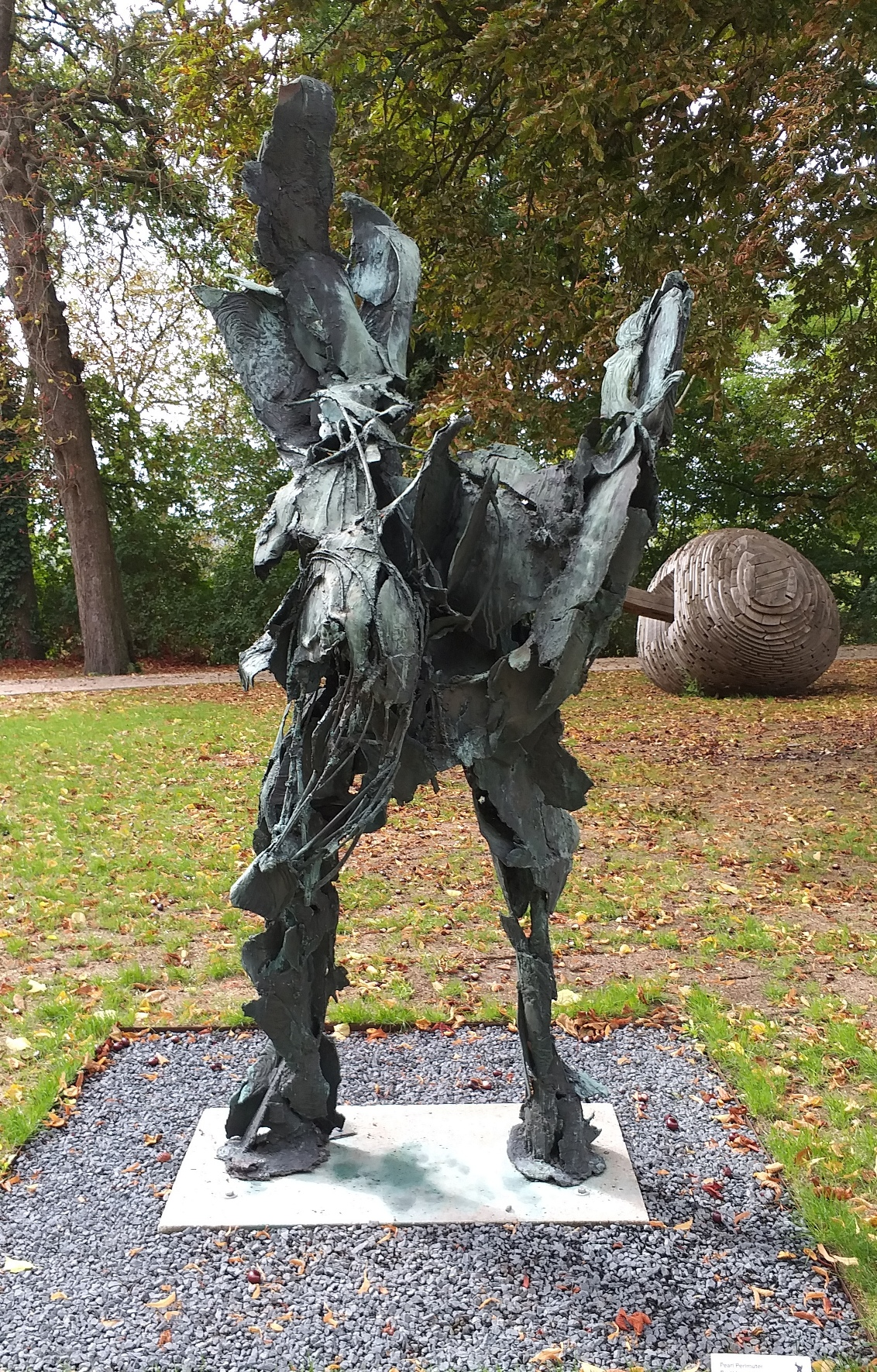
Skulpturengarten, Earthbound, Pearl Perlmuter

Das Gebäude des Museums wurde 1873 vom niederländischen Architekten Cornelis Outshoorn als Sitz einer Herrengesellschaft erbaut. Es wurde im Zweiten Weltkrieg schwer beschädigt. Nach der Renovierung wurde es 1954 als Kunstmuseum der Moderne wiedereröffnet. Weitere Umbauten folgten, so wurde ein neuer Flügel 1956 eröffnet, der von Frits Eschuzier gebaut worden war, und in den 1970er Jahren wurde ein Seitengebäude mit Museumscafé von Hubert-Jan Henket gebaut. Diese Bauten sind einem Neubau gewichen, der 2016 nach einer Ausschreibung zu einem Wettbewerb der Stadt Arnhem für die Erweiterung sowie Restaurierung des historischen Hauptgebäudes durch Benthem Crouwel Architects errichtet wurde, die den Wettbewerb gewannen. Nach rund zwei Jahren Bauzeit konnte der Neubau weitere 1100 m² Fläche zu der im Altbestand vorhandenen Fläche hinzufügen, sodass das Museum nach der Wiedereröffnung im Jahr 2022 über eine Ausstellungsfläche von 1935 m² verfügt.
Der Neubau, mit seinen fünf Ausstellungsräumen, wurde dem Bestand an der westlichen Seite angefügt und besitzt eine 15 Meter große Auskragung Richtung Rhein, die das Gefühl vermitteln soll, über dem Grund zu schweben. Die Fassadengestaltung besteht aus 82.000 handgefertigten Fliesen, die mit ihrem Farbverlauf von Erdtönen der Straßenseite bis hin zu eisblauen Kacheln Richtung Fluss reichen. Im zweiten Untergeschoss liegt das Depot des Museums. Im Zuge der Baumaßnahmen wurde auch die Kuppel des Gebäudes der Herrengesellschaft renoviert, hier befinden sich der Eingang, der Museumsshop und ein Café. Im Obergeschoss der Kuppel wurde ein flexibel zu nutzender Veranstaltungsraum eingerichtet und vor der Kuppel liegt der frei zugängliche Skulpturengarten des Museums. Im Skulpturengarten finden sich unter anderem Werke von Maria Roosen, Louie Cordero, Monika Dahlberg und Henry Moore.

## Sammlung

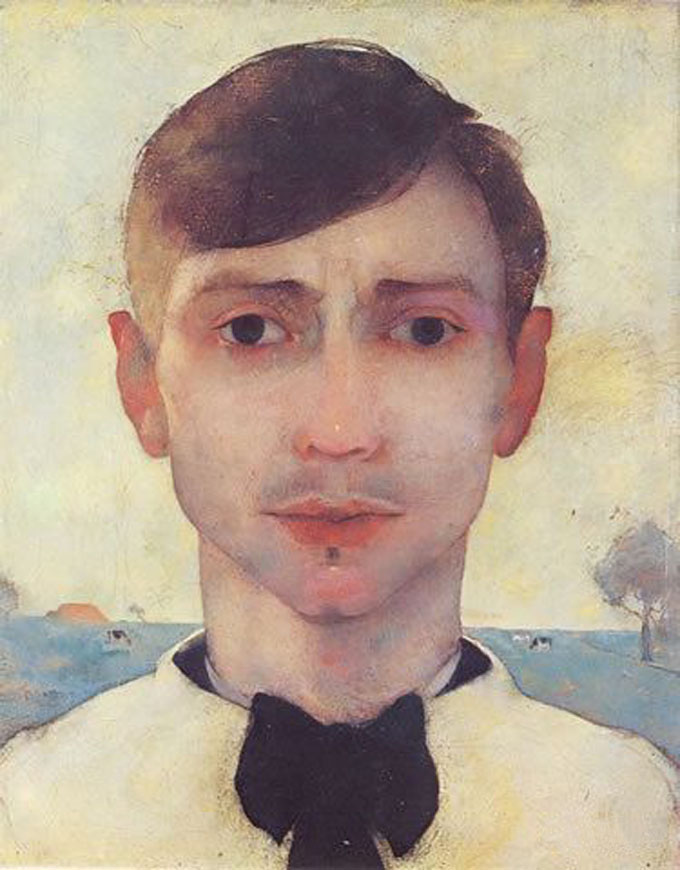
Selbstporträt Jan Mankes, 1913

Der Schwerpunkt des Museums liegt auf internationaler, moderner und zeitgenössischer Kunst und Design. Die Sammlung umfasst mehr als 25.000 Objekte realistischer Kunst des 20. Jahrhunderts, zeitgenössischen Schmuck und Design, mit dem Augenmerk auf Arbeiten von Künstlerinnen.
Zu den in der Sammlung vertretenen Künstlern gehören unter anderem Klaas Gubbels, Charley Toorop, Carel Willink, Pyke Koch, Jan Mankes, Anneke van der Feer, Edith Pijpers und Fiona Tan, sowie junge Künstler wie Esiri Erheriene-Essi und Zanele Muholi.

### Zeitgenössische Kunst
Zur Sammlung zeitgenössischer Kunst gehören mehr als 2500 Objekte, die in der Zeit ab 1980 erworben wurden. Im Museum ist ein Ausschnitt der Sammlung zu sehen.

### Kunstwerke aus der Zeit von 1500 bis 1900
Eine Umfangreiche Kunstsammlung besteht zu Werken aus der Zeit von etwa 1500 bis 1900. Die Grundlage dieser Sammlung ist das Erbe des Sammlers Ver Huell, der seine umfangreiche Sammlung 1897 der Gemeinde Arnhem vermachte. Hinzu kamen viele Ergänzungen. Die Sammlung umfasst Gemälde, aber auch Skulpturen, Arbeiten auf Papier und Kunsthandwerk.

### Schmuck

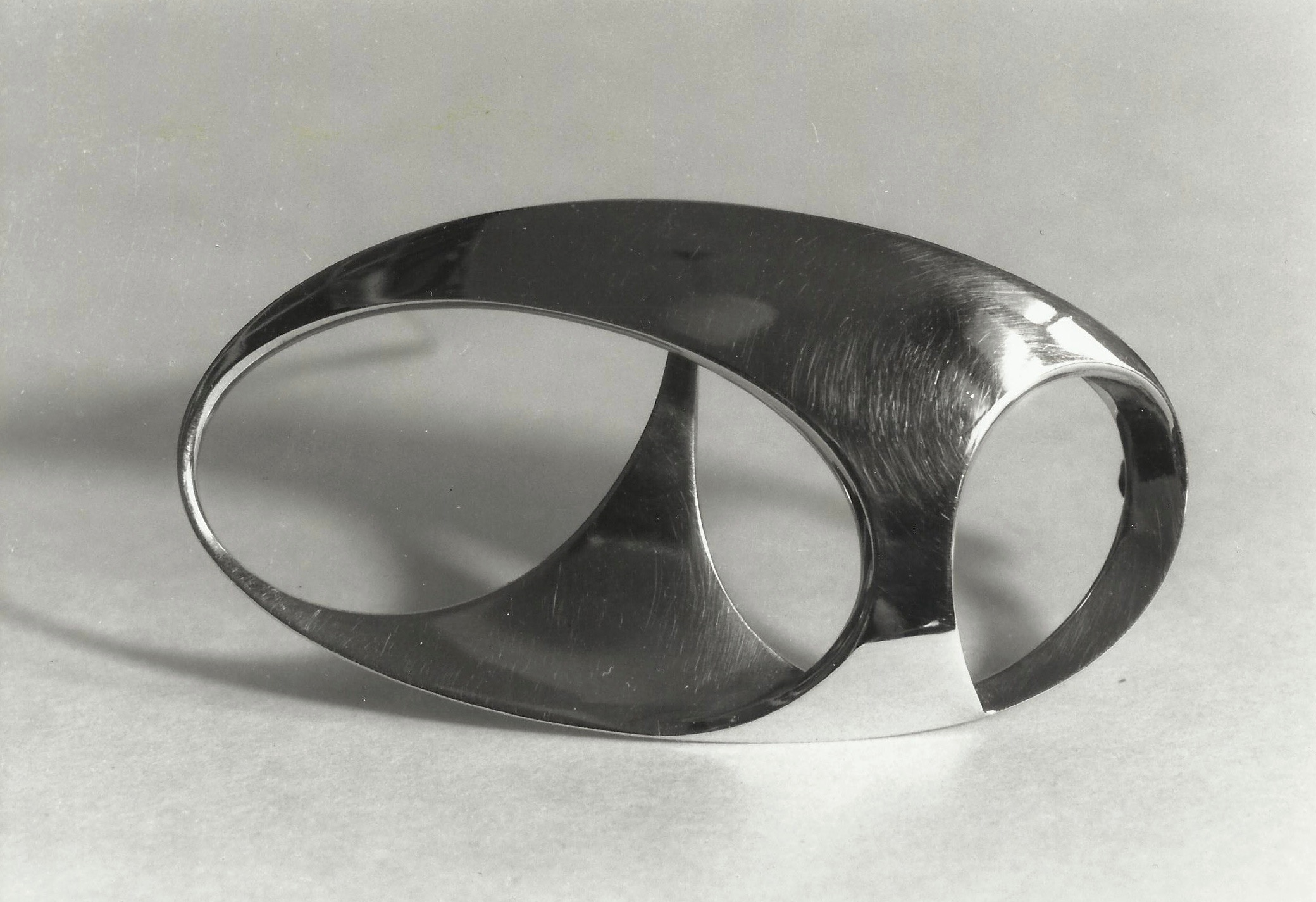
Brosche von Riet Neerincx

In den Niederlanden ist das Museum Arnhem eine der wichtigsten Institution, die sich mit der Sammlung und Ausstellung der Arbeiten von Schmuckdesignern befasst. Dies geht auf die Arbeit der Schmuckdesignerin Riet Neerincx (1925–2012) zurück, die ab 1967 als Kuratorin der Abteilung Kunsthandwerk tätig war. Durch ihre Arbeit erwarb und präsentierte das Museum Werke hauptsächlich niederländischer Schmuckdesigner und Goldschmiede. Die Schmucksammlung umfasste 2019 etwa 1000 Objekte. 2019 wurde zusammen mit Modemuze und fünf weiteren niederländischen Museen die Online-Schmuckplattform Sieradenmuze gegründet. In dem Museum befinden sich Werke von Françoise van den Bosch, Iris Eichenberg, Bruno Ninaber van Eyben, Ted Noten, Marcel Wanders und weiteren.

## Ausstellungen (Auswahl)
- 1987 – Holland in vorm: Sieraden
- 1994 – Symfonie voor solisten
- 1997 – Het ontsierde lichaam
- 1998 – Claartje Keur, portretten en colliers
- 2000 – Op de huid, sieraden uit de collectie
- 2008 – Onvervangbaar, sieraden en herinnering
- 2009 – Het nieuwe versieren, Nederlandse sieraden van 1965 tot nu
- 2010 – De geheime schilderijen van Hilma af Klint
- 2011 – Ontketend, grenzeloze sieraden
- 2011 – True colours
- 2012 – Regression. Foto's van Erwin Olaf
- 2012 – In de schaduw van morgen. Neorealisme in Nederland
- 2013 – Female Power – Spiritualiteit & Utopie met onder meer Melanie Bonajo[8]
- 2013 – Framis In Progress. Solotentoonstelling van Alicia Framis
- 2013 – De Melancholieke Metropool
- 2014 – Threads. Textiel in kunst en vormgeving
- 2014 – fragment – solo van Miroslaw Balka
- 2014 – Realms of Memory – Dieuwke Spaans, Raquel Maulwurf en Anne Wenzel
- 2014 – Assessing Reasons for Failure – Suze May Sho
- 2015 – Geaarde Kunst – Door de Staat gekocht '40-'45
- 2017 – Pierre Janssen – In de greep van de kunst
- 2017 – Ravage – Eerste overzichtstentoonstelling van het kunstenaarsduo Ravage
- 2017 – De favoriete werken van het publiek – Jan Mankes, Carel Willink, Raoul Hynckes, Dick Ket, Dorian Hiethaar, Klaas Gubbels
- 2023 – Hans Baluschek & Carel Willink. Kunst voor het volk
- 2024 – Radikal! Künstlerinnen* und Moderne 1910–1950